# Кухарев, Гавриил Ефимович
Гавриил Ефимович Кухарев (1905—1944) —  советский военачальник, генерал-майор (19 марта 1944).

## Биография
Родился 26 марта 1905 года в Верхнеднепровском уезде Екатеринославской губернии.
До службы в армии работал на заводе им. Карла Маркса в Днепропетровске. В ноябре 1927 года был призван в РККА и зачислен курсантом в полковую школу 89-го стрелкового полка 30-й Иркутской стрелковой дивизии, после окончания которой, с октября 1928 года, служил в том же полку командиром отделения. В ноябре 1929 года был уволен в запас и работал машинистом паровоза на заводе им. Коминтерна.
В ноябре 1931 года Кухарев вновь вступил в РККА и служил командиром отделения в прежнем 89-м стрелковом полку. С марта 1932 по январь 1933 года учился в Киевской пехотной школе им. Рабочих Красного Замоскворечья; после её окончания назначен командиром взвода в 72-й отдельный пулеметный батальон Тираспольского укрепрайона (УНР-55) Украинского военного округа. С ноября 1933 года он командовал взводом учебной роты, а с мая 1936 года в том же 72-м отдельном пулеметном батальоне был помощником и затем командиром роты. С ноября 1938 года исполнял должность помощника командира этого же батальона в 51-й Перекопской стрелковой дивизии. С сентября 1939 года старший лейтенант Г. Е. Кухарев командовал 74-м отдельным пулеметным батальоном Тираспольского УР Одесского военного округа. С 15 декабря 1940 года находился на обучении курсов «Выстрел».

### Великая Отечественная война
С началом Великой Отечественной войны Кухарев был выпущен с курсов и в июле 1941 года направлен на Западный фронт; с прибытием туда был назначен командиром 383-го стрелкового полка 121-й стрелковой дивизии, находившейся на формировании после выхода из окружения. После пополнения дивизия вошла в 13-ю армию Центрального фронта и участвовала в Смоленском сражении. С 5 августа по 2 сентября этого же года майор Г. Е. Кухарев находился из-за ранения в госпитале. В начале ноября 1941 года был назначен командиром 532-го стрелкового полка 111-й стрелковой дивизии, находившейся на доукомплектовании после выхода из окружения из-под Луги. После пополнения она вошла в 52-ю армию Волховского фронта.
С 12 ноября по 25 декабря 1941 года Кухарев вновь находился по ранению в госпитале, затем продолжил командование прежним полком. С 20 января 1942 года в составе той же дивизии 2-й ударной, а с 19 февраля — 59-й армий участвовал в Любанской наступательной операции. 17 марта за проявленную отвагу в боях 532-й стрелковый полк был преобразован в 72-й гвардейский и находился во временном подчинении 378-й стрелковой дивизии. С июня дивизия находилась в резерве Волховского фронта, затем в резерве Ставки ВГК. 7 августа 1942 года дивизия вошла в 8-ю армию и участвовала в Синявинской наступательной операции. В конце октября дивизия была передислоцирована Тамбовскую область и поступила в распоряжение сформированной 2-й гвардейской армии Резерва ВГК. В середине декабря дивизия убыла на Сталинградский фронт и участвовала в Котельниковской наступательной операции, а с января 1943 года в рамках Северо-Кавказской операции участвовала в Ростовской наступательной операции. С 5 апреля 1943 года полковник Г. Е. Кухарев исполнял должность заместителя командира 24-й гвардейской стрелковой дивизии. В период с 26 октября по 12 ноября 1943 года он временно командовал 42-й гвардейской стрелковой дивизией, находившейся в это время на пополнении. С возвращением из госпиталя прежнего комдива — полковника К. А. Сергеева, Кухарев возвратился на прежнюю должность заместителя командира 24-й гвардейской стрелковой дивизии. Со 2 декабря 1943 года он командовал 4-й гвардейской стрелковой Краснознаменной дивизией, которая с 21 января 1944 года была включена в 46-ю армию. В первой половине марта 1944 года дивизия участвовала в Березнеговато-Снигирёвской наступательной операции и, преследуя отходящего противника, вышла к реке Южный Буг, форсировала её и захватила плацдарм на западном берегу. 19 марта генерал-майор Г. Е. Кухарев с группой офицеров штаба перешел на наблюдательный пункт на правом берегу Южного Буга в районе деревни Ткачёвка ныне Николаевской области. Противник в это время начал контратаку, в результате которой командир со штабом оказался в окружении. При прорыве из окружения 20 марта 1944 года пропал без вести.
По другим данным, погиб и был похоронен в братской могиле села Новая Одесса Одесской (ныне Николаевской) области.

## Награды
- Награждён орденами Красного Знамени (23.05.1942), Кутузова 2-й степени (19.03.1944) и Отечественной войны 1-й степени (25.05.1943), а также медалями.